# Cantavieja
Cantavieja (arag. Cantabiella) – gmina w Hiszpanii, w Aragonii, w prowincji Teruel, w comarce Maestrazgo.
Powierzchnia gminy wynosi 124,6 km². Zgodnie z danymi INE, w 2005 roku liczba ludności wynosiła 739, a gęstość zaludnienia 5,93 osoby/km². Wysokość bezwzględna gminy równa jest 1.200 metrów. Współrzędne geograficzne gminy to 40°31′33″N, 0°24′21″E. Kod pocztowy do gminy to 44140.

## Demografia
| 1991 | 1996 | 2001 | 2004 | 2005 |
| ---- | ---- | ---- | ---- | ---- |
| 750  | 739  | 759  | 740  | 739  |